# Alphartis
Die Alphartis SE (vormals: AHG Gruppe GmbH) ist die Konzernobergesellschaft einer deutschen Autohandelsgruppe mit Sitz in Horb am Neckar, die aus den beiden Zwischenholdings ahg Autohandelsgesellschaft mbH und der bhg Autohandelsgesellschaft mbH besteht.

## Historie und Struktur
Die Alphartis SE ging  als Rebranding in der Gesellschaftsform einer Societas Europaea (SE) aus der AHG Gruppe GmbH hervor. Im Zuge einer Neugliederung 2019 entstand die AHG Gruppe GmbH aus der ahg Autohandelsgesellschaft mbH. Gegründet wurde die ahg 1986 in Eutingen im Gäu als Teil eines Handelsbetriebs für Landmaschinen.
Das Unternehmen ist Dachgesellschaft und Management-Holding mehrerer operativer Gesellschaften, allen voran die ahg Autohandelsgesellschaft mbH und die bhg Autohandelsgesellschaft mbH. Weitere Tochtergesellschaften sind unter anderem eigene Fahrschulen, eine Versicherungsmaklergesellschaft und eine Gesellschaft für Fuhrparkmanagement. Das Marktgebiet deckt große Teile Baden-Württembergs ab und besteht aus rund 50 Standorten.

### ahg Autohandelsgesellschaft
Die ahg Autohandelsgesellschaft mbH als Tochter der Alphartis SE handelt mit Fahrzeugen, Teilen und Serviceleistungen der Marken BMW, MINI, Land Rover, BMW Motorrad, Alpina, Peugeot, Hyundai, Kia und MG. Ihr erstes Autohaus unterhielt die ahg ab 1986 in Horb a.N., danach folgten die Betriebe in Balingen (1987) und Calw (1993). Die ahg integrierte in den Folgejahren Autohäuser an zahlreichen Standorten, inzwischen unterhält die ahg Betriebe an 29 Standorten und beschäftigt rund 1.300 Mitarbeiter.

### bhg Autohandelsgesellschaft
Die bhg Autohandelsgesellschaft mbH handelt mit Fahrzeugen, Teilen und Serviceleistungen der Marken Volkswagen, Volkswagen Nutzfahrzeuge, Audi, Škoda und Seat mit Cupra. Gegründet wurde die bhg 2010 als Tochtergesellschaft der ahg Autohandelsgesellschaft mbH, entwickelte sich durch Wachstum und wurde im Zuge der Umstrukturierung im Jahr 2019 zu deren Schwestergesellschaft.
Im Zuge des Wachstums wurden zahlreiche Autohäuser mit Marken der Volkswagen AG übernommen. Das erste Autohaus war das ehemalige Autohaus Geiger in Kehl, danach kamen viele weitere Betriebe dazu.